# 볼프디트리히 빌케
볼프디트리히 빌케(Wolf-Dietrich Wilcke: 1913년 3월 11일 – 1944년 3월 23일)는 독일의 공군 군인이다. 격추수 162위의 에이스 전투조종사로 732번째 비행임무에서 격추되어 사망했다. 격추수 중 25기만이 서부전선에서 격추한 것이고 나머지 전과는 모두 동부전선에서 거두었다.
| 전임 대위 하로 하르더 | 제4대 제53전투비행단 피크아스 제3비행집단 비행집단장 1940년 8월 13일 – 1942년 5월 | 후임 소령 에리히 게를리츠 |

| 전임 대령 귄터 뤼초프 | 제4대 제3전투비행단 우데트 비행단장 1942년 8월 12일 – 1944년 3월 23일 | 후임 소령 프리드리히카를 뮐러 |